# Bathygobius cocosensis
Bathygobius cocosensis là một loài cá biển thuộc chi Bathygobius trong họ Cá bống trắng. Loài cá này được mô tả lần đầu tiên vào năm 1854.

## Từ nguyên
Từ định danh cocosensis được đặt theo tên gọi của quần đảo Cocos (Keeling) (–ensis: hậu tố trong tiếng Latinh biểu thị nơi chốn), là nơi mà mẫu định danh của loài cá này được thu thập.

## Phân bố và môi trường sống
Từ Đông Phi và Nam Phi, B. cocosensis có phân bố trải rộng khắp Ấn Độ Dương - Thái Bình Dương, về phía đông đến quần đảo Hawaii và Pitcairn, ngược lên phía bắc đến miền nam Nhật Bản, xa về phía nam đến Úc và đảo Rapa Iti. B. cocosensis đã mở rộng phạm vi về phía tây bắc, khi chúng được quan sát và thu thập ở bờ vịnh Oman thuộc Iran.
B. cocosensis được tìm thấy ở vùng gian triều, sống trong các vũng thủy triều có nền đá vụn hoặc cát bùn và trên rạn san hô, độ sâu đến khoảng 10 m.

## Mô tả
Chiều dài cơ thể lớn nhất được ghi nhận ở B. cocosensis là 12 cm. Đầu và thân màu nâu xám, có 5 đốm lưng màu nâu sẫm, nối với hàng đốm nâu sẫm ngay giữa thân. Nửa thân dưới có các sọc mờ sẫm. Đốm đen sau mắt và trên nắp mang. Cá đực có màu sẫm hơn và ít đốm hơn cá cái.
Số gai vây lưng: 7; Số tia vây lưng: 8–10; Số gai vây hậu môn: 1; Số tia vây hậu môn: 8; Số gai vây bụng: 1; Số tia vây bụng: 5; Số tia vây ngực: 17–20.

## Phân loại
Phân tích đầy đủ bộ DNA ty thể của B. cocosensis cho thấy loài này có quan hệ gần nhất với chi Glossogobius.

## Sinh thái
Kiểm tra các chất trong ruột của B. cocosensis thấy có giun nhiều tơ, chân đều, giáp xác chân khớp và cua.
B. cocosensis có khả năng thay đổi độ sáng của màu cơ thể theo nhiệt độ để thích nghi với môi trường sống của chúng.